# قرقان سفلی
قرقان سفلی یک روستا در ایران است که در شهرستان ماه‌نشان ، بخش انگوران ، استان زنجان واقع شده‌است. قرقان سفلی ۹۱ نفر جمعیت دارد.